# Museo Británico
El Museo Británico (en inglés, The British Museum) es un museo de la ciudad de Londres, Reino Unido, uno de los museos más importantes y visitados del mundo. Sus colecciones abarcan campos diversos del saber humano, como la historia, la arqueología, la etnografía y el arte.
El museo fue una de las primeras instituciones de este tipo en Europa, siendo el primer museo nacional en el mundo. Custodia más de ocho millones de objetos de todos los continentes, muchos de los cuales se encuentran almacenados para su estudio y restauración, o guardados por falta de espacio para exhibirlos. Cuenta con la mayor sala de lectura de la Biblioteca Británica, biblioteca que, aunque ahora tiene sede propia, hasta el año 1973 también formaba parte del museo, al igual que el Museo de Historia Natural de Londres, que cambió a sede propia en el año 1963.
La sección del Antiguo Egipto es la más importante del mundo después de la del Museo Egipcio de El Cairo. La entrada al museo y a muchos de los servicios que ofrece —como el de la sala de lectura— es libre y gratuita, a excepción de algunas exposiciones temporales.

## Historia
El origen del museo se remonta a una colección de más de 80 000 artículos procedentes de la colección privada de sir Hans Sloane, médico y naturalista. Este médico donó su colección privada al Estado británico según indicaba su testamento del año 1753. La colección incluía 40 000 libros, 7000 manuscritos, dibujos de Durero, su colección de ciencias naturales y medicina, así como antigüedades de Egipto, Grecia, Roma, Oriente Medio, Extremo Oriente y América. El gobierno británico adquirió esta colección por el precio simbólico de 20 000 libras, importe que se obtuvo mediante una lotería pública organizada por el Parlamento Británico, según muestra su acta de fundación del 7 de enero de 1753. Además, se adquirió la biblioteca personal de Robert Cotton y la del anticuario Robert Harley.
Sus administradores decidieron que su primera ubicación fuera en la casa Montagu, una mansión del siglo XVI en el barrio londinense de Bloomsbury, que adquirieron por 20 000 libras. Se inauguró al público el 15 de enero de 1759.

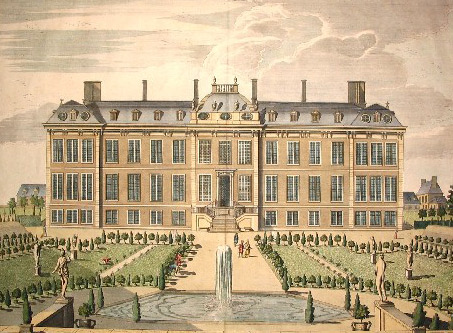
Casa Montagu

Desde su inauguración, el museo no ha hecho más que aumentar su colección mediante donaciones o compras. Aunque al principio su principal patrimonio eran los documentos y libros, pronto empezó a recibir gran cantidad de objetos antiguos. En 1782 aumentó de forma significativa la colección de antigüedades, por la compra por parte del Estado de las obras y objetos de sir William Hamilton, embajador británico en Nápoles, que incluían piezas de Grecia y Roma. La derrota de la flota de Napoleón en Egipto en la batalla de Aboukir permitió que el Museo Británico adquiriera en 1801 gran cantidad de antigüedades egipcias y la célebre piedra de Rosetta. También se añadieron un gran número de esculturas griegas, como las de la colección Townely en 1805 y los Mármoles de Elgin, más conocidos como los mármoles del Partenón, vendidos por el conde de Elgin en 1816. La donación del año 1823 por parte del rey Jorge IV al Estado británico de la biblioteca de su padre, la Biblioteca del Rey, hizo que se considerara la necesidad de trasladar la colección a una nueva sede por la falta de espacio en la casa Montagu. Tras la mudanza, la antigua sede fue demolida en 1845. El arquitecto Robert Smirke fue el encargado de diseñar la actual sede del museo.
El museo empezó a atraer a muchos conservadores e historiadores, lo que hizo que se empezaran a catalogar y a clasificar todas las piezas que contenían. El primero de estos catálogos se publicó en 1808. Al mismo tiempo, comenzó a ser sede del estudio por parte de numerosos investigadores, que encontraron en sus salas mucha documentación de la biblioteca y piezas únicas sobre las cuales trabajar.
En 1887, debido a la falta de espacio, trasladaron toda la colección de piezas naturales al Museo de Historia Natural de Londres, que se convirtió en museo propio en 1963. Entre 1970 y 1998 toda la colección etnográfica del museo se hallaba en el Museo de la Humanidad, en Londres. En 1973 se separó del museo la Biblioteca Británica, aunque todavía mantiene en el museo gran cantidad de volúmenes y su gran Sala de lectura. Los libros permanecieron en el museo hasta 1998.
El museo siempre ha estado abierto, con la excepción de las dos guerras mundiales, en las que permaneció cerrado por miedo a posibles daños en sus obras. Se hicieron evacuaciones parciales de obras, aceleradas durante la Segunda Guerra Mundial, por los daños que produjeron las bombas sobre el museo durante los bombardeos sobre la ciudad de Londres.
El Museo Británico posee más de ocho millones de objetos que cubren la historia de la cultura humana desde sus orígenes hasta la actualidad. Muchos de estos artefactos no están expuestos, sino que se conservan en un subterráneo, ya que el museo no dispone de suficiente espacio. 
En 2023 estalló un escándalo por el robo continuado durante varios años de hasta 2000 piezas en el Museo Británico. Este escándalo conllevó la dimisión del director del museo, Hartwig Fischer, por manifiestas irregularidades en su gestión.

## Detalles del edificio

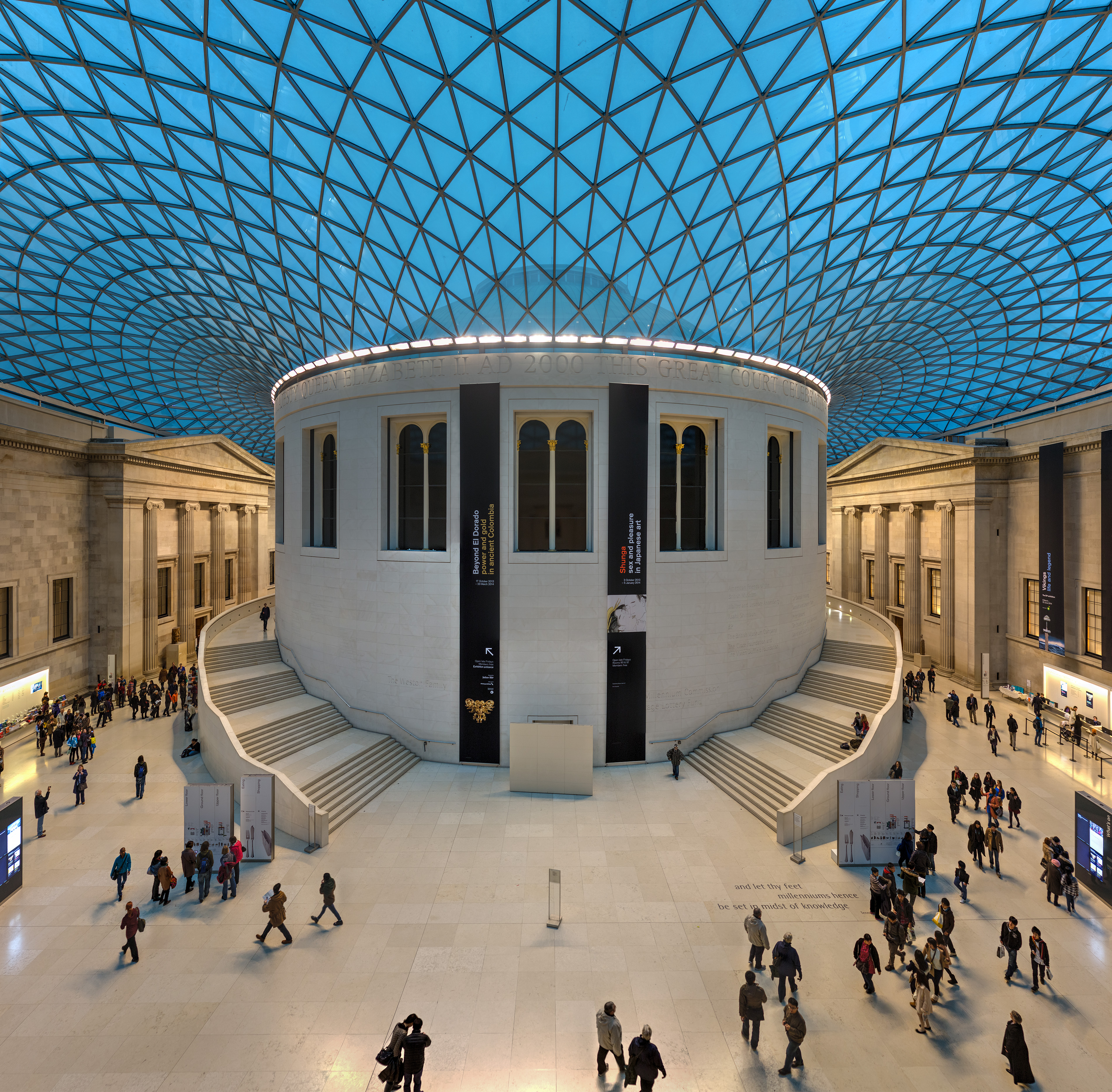
Gran Atrio de Isabel II, inaugurado en el año 2000

El museo abrió oficialmente al público el 15 de enero de 1759, en la mansión Montagu, conformada por cuatro enormes alas, 43 columnas inspiradas en templos griegos, frontón triangular y enormes escalones. Cuando esta se quedó pequeña, empezó a construirse en 1852, en el mismo lugar, un nuevo edificio de estilo neoclásico diseñado por Robert Smirke. Este utilizó la última tecnología: pisos de concreto, un marco de hierro fundido relleno con ladrillos de Londres y piedra Portland en la capa frontal del edificio. La construcción de la nueva sede del museo, la que ha llegado hasta nuestros días, finalizó en 1857 con la Sala de estudio circular con su techo abovedado. En 1852 se encargó a Sir Richard Westmacott que produjera la escultura del tímpano, el espacio triangular empotrado que forma el centro del frontón de la fachada principal, y su diseño debía representar el "Progreso de la Civilización".
La sala Duveen, que alberga la colección del Partenón, fue construida en 1938 por el arquitecto John Russell Pope, pero en 1940 fue dañada por una bomba de aviación en la Segunda Guerra Mundial, reconstruyéndose y abriéndose de nuevo al público en el año 1962.
Una de las últimas ampliaciones del Museo Británico se inauguró en diciembre de 2000. Se trata del Gran Atrio de la Reina Isabel II. Ubicado en el centro del museo, fue diseñado por el estudio del arquitecto Norman Foster. Se halla en el sitio que antes ocupaba la Biblioteca Británica, ya trasladada a su nueva sede. El Gran Atrio se ha convertido en la mayor plaza cubierta de Europa (90 x 70 metros). El techo del atrio es de cristal y acero, y está compuesto por 1656 pares de cristales.
En el centro del Gran Atrio se encuentra la sala de lectura, que antes formaba parte de la Biblioteca Británica. Los volúmenes de sala han sido consultados por muchas grandes personalidades a lo largo de su historia, como Karl Marx, Oscar Wilde, Mohandas Gandhi, Rudyard Kipling, George Bernard Shaw, Vladímir Lenin o H. G. Wells. La sala de lectura está abierta para cualquier persona que lo desee.

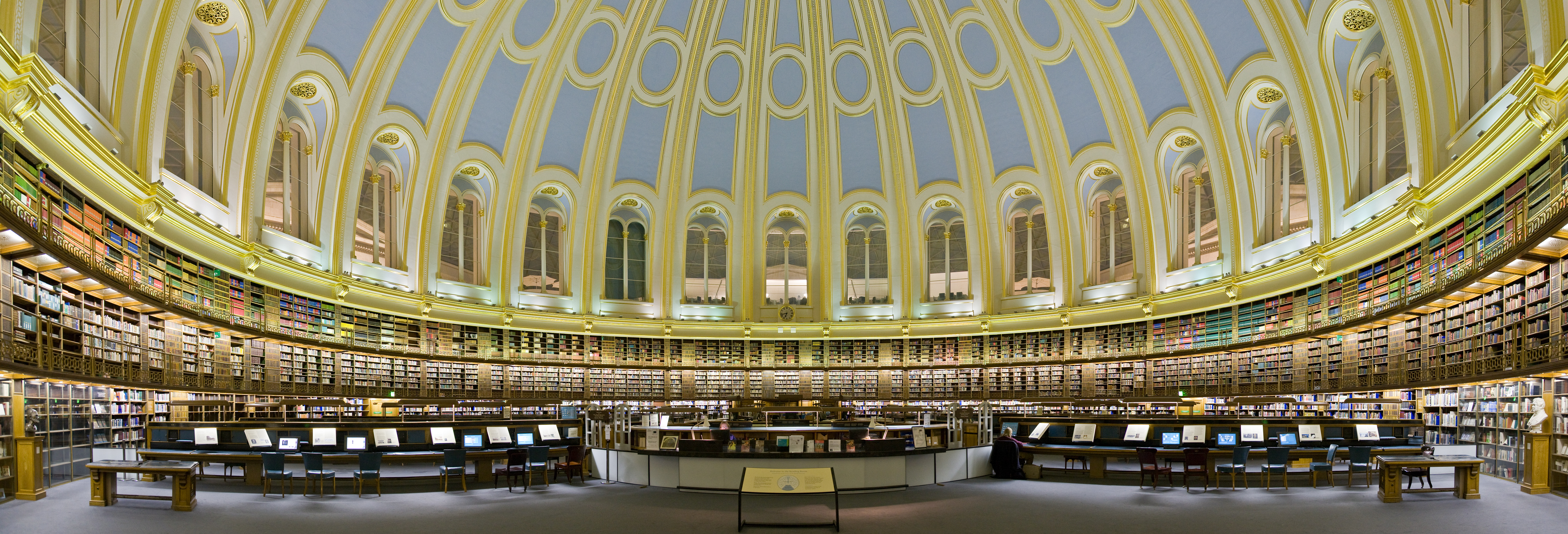
La Sala de lectura

## Departamentos

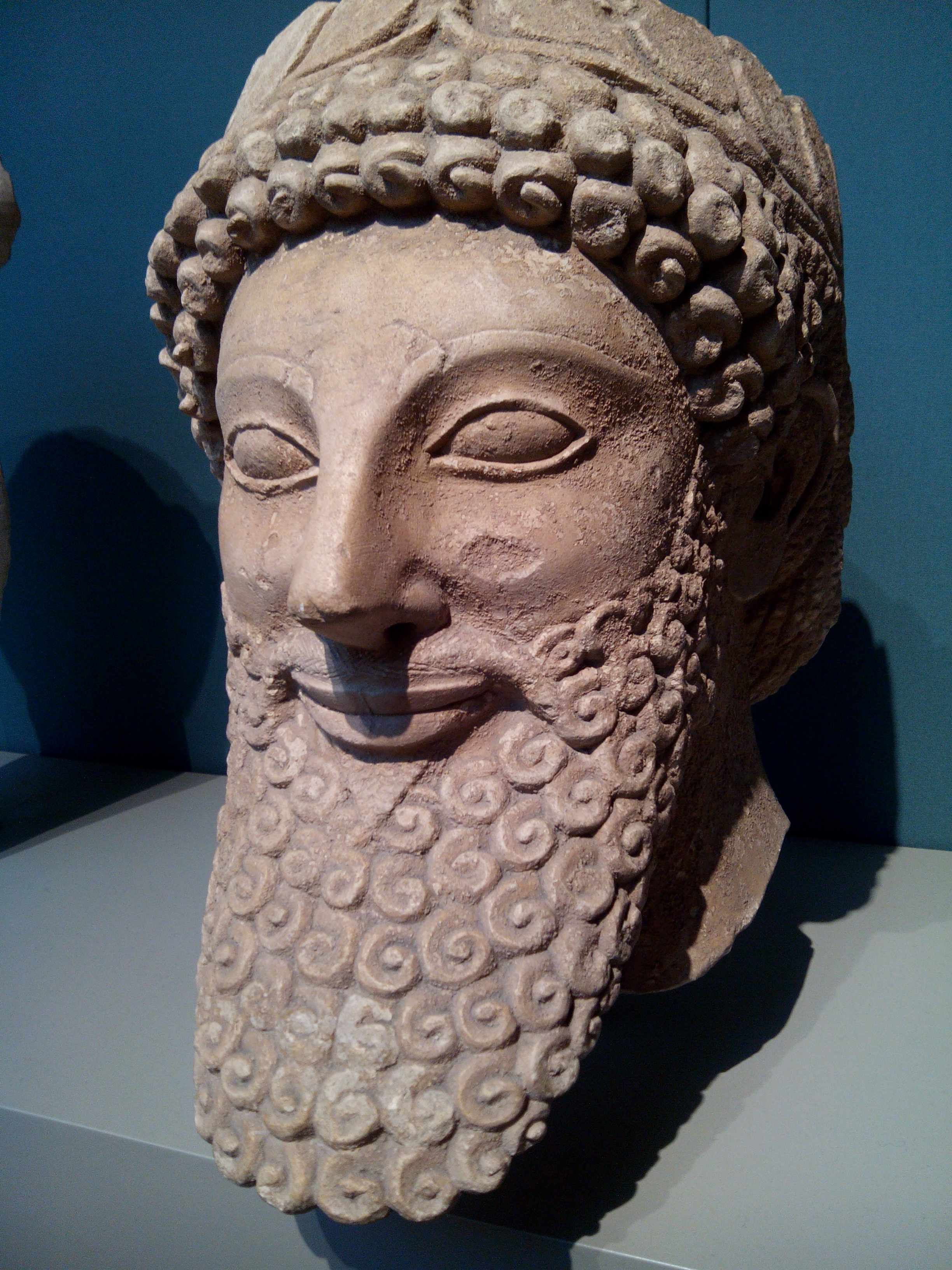
Adorador mesopotámico,

En la actualidad consta de diez departamentos y alberga parte de la Biblioteca Británica.
Tanto en el departamento de antigüedades prehistóricas y romano-británicas como en el de antigüedades medievales se exhiben obras de arte que van desde la Europa prehistórica hasta nuestros días, pasando por la Edad Media y el Renacimiento.
El departamento de monedas y medallas cubre todas las culturas y periodos, e incluye piezas griegas, romanas y orientales, así como la Colección real ofrecida al Museo por Jorge IV.

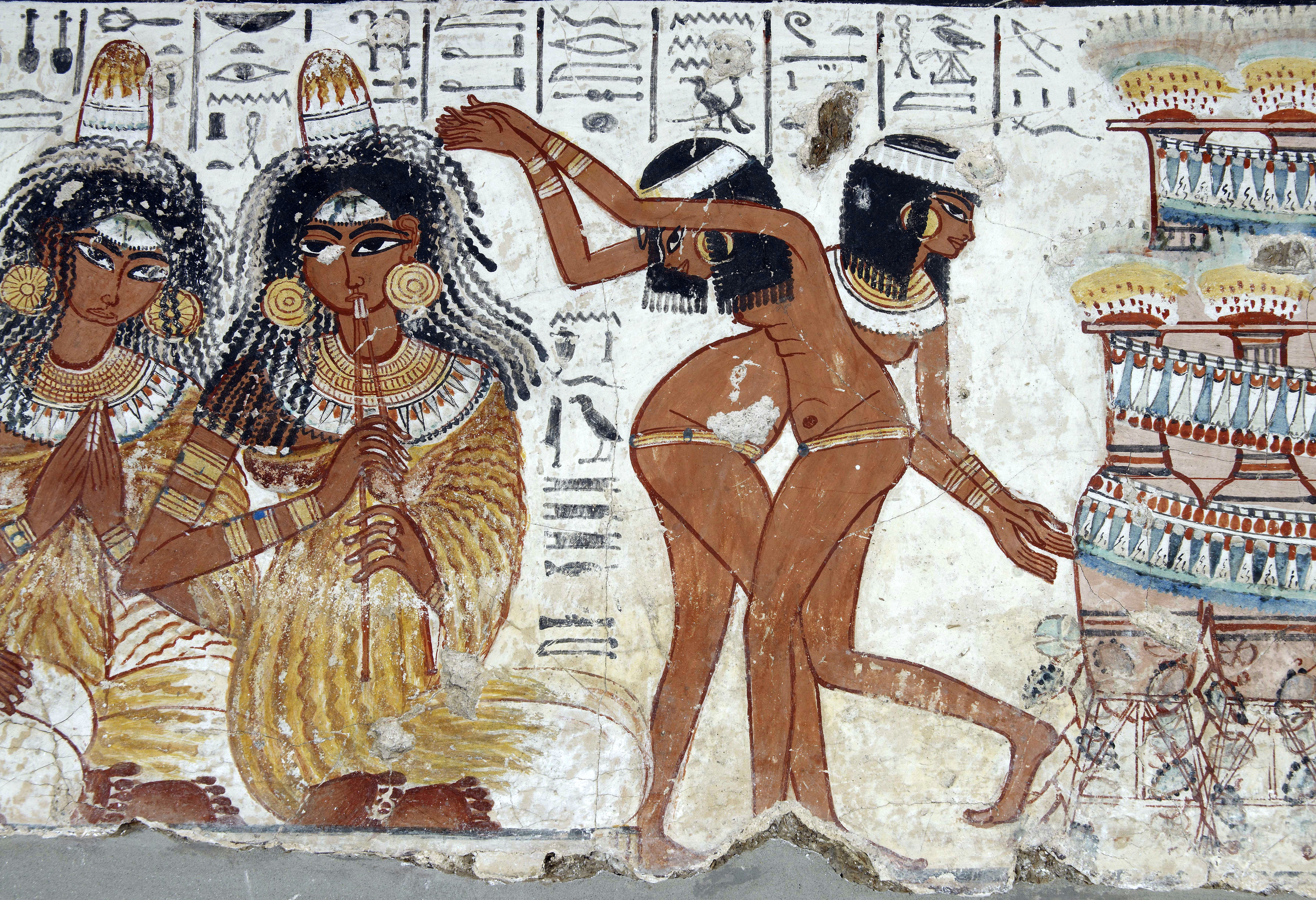
Detalle de un fresco procedente de una tumba de Tebas, Egipto.

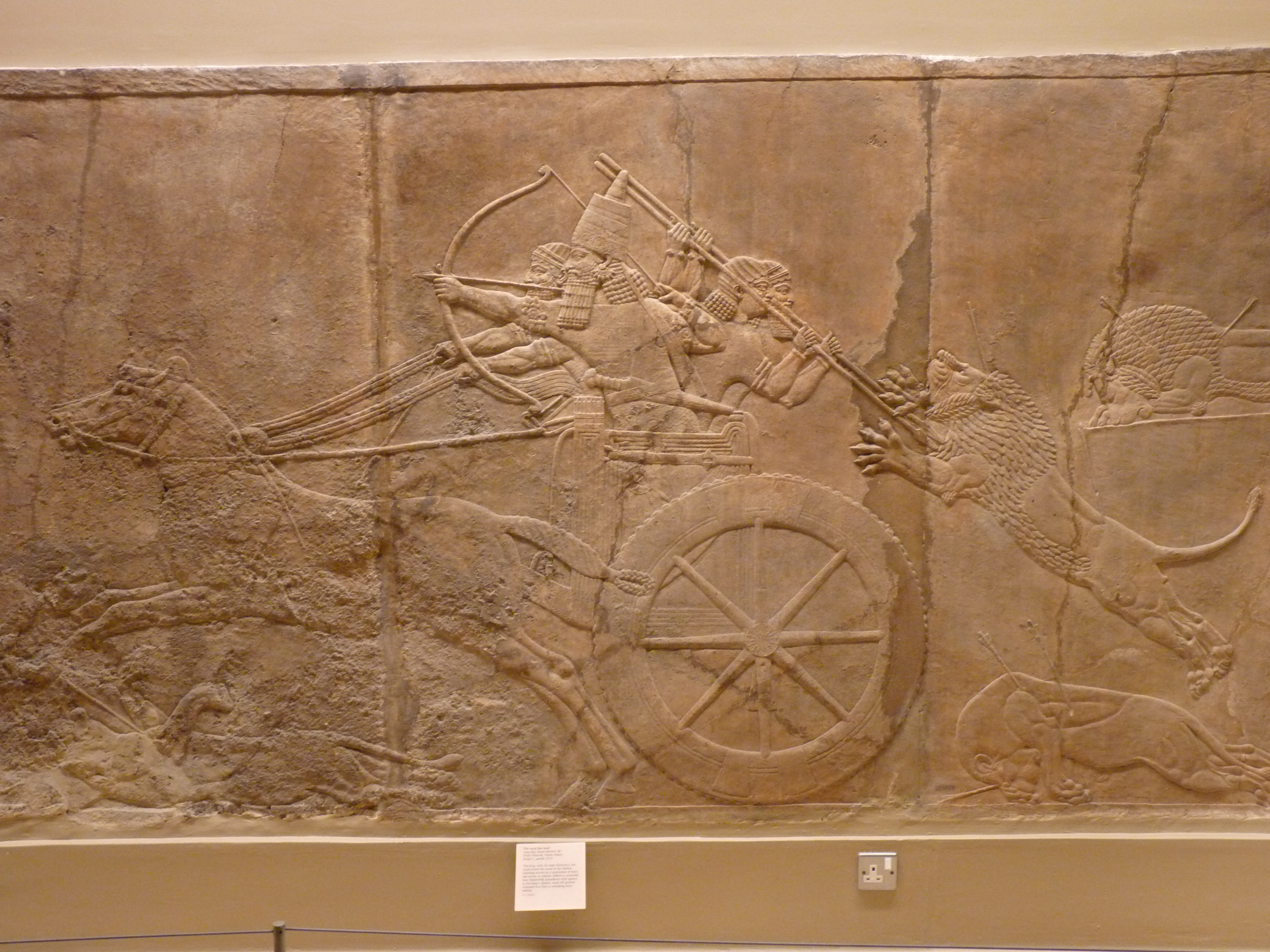
Uno de los bajorrelieves de la obra Cacería de leones de Asurbanipal, procedente de la antigua Nínive, Asiria.

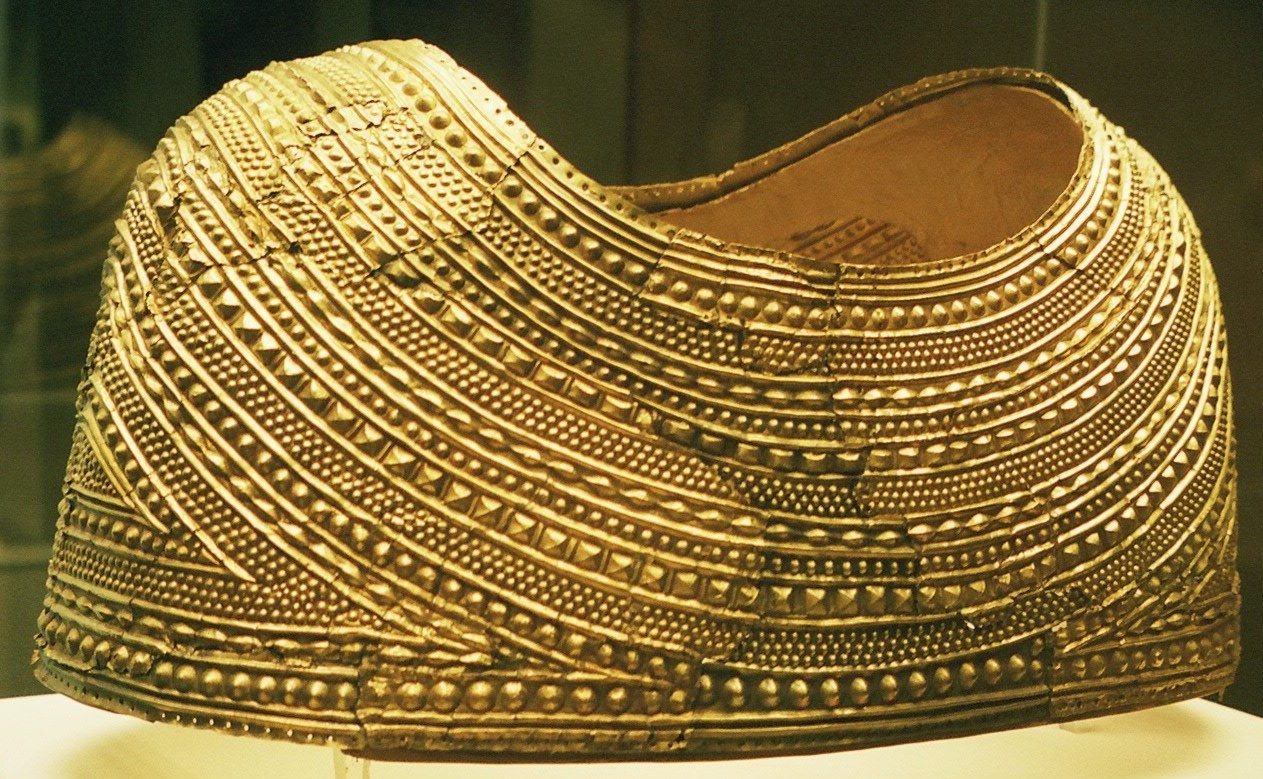
Capa de oro de Mold, encontrada en Gales del Norte, objeto perteneciente a la Edad del Bronce.

El departamento de antigüedades egipcias, que alberga una de las mayores colecciones del mundo, es especialmente conocido por la piedra de Rosetta y por sus muchos papiros, momias y sarcófagos.
El departamento de etnografía custodia objetos procedentes de pueblos indígenas de todo el mundo, en especial la colección compilada por el capitán James Cook en el siglo XVIII. Estos objetos se hallan expuestos en el Museum of Mankind, que se encuentra en Burlington Gardens.
El departamento de antigüedades griegas y romanas guarda muchas famosas obras de arte. Entre éstas cabe mencionar la vasija romana de cristal conocida como Vasija de Portland, del siglo I, la copa Warren, con escenas de sexo homosexual, el friso del templo de Apolo de Bassae (Grecia), los Mármoles de Elgin y las esculturas del Mausoleo de Halicarnaso, en Turquía.
El departamento de antigüedades orientales cuenta con colecciones de arte y arqueología islámica y oriental, en especial cerámica china y escultura hindú.
El departamento de grabados y dibujos contiene una colosal colección de arte gráfico europeo que abarca desde el final de la Edad Media hasta nuestros días: 50.000 dibujos (incluyendo ejemplos de Leonardo da Vinci y Miguel Ángel Buonarroti) y más de 2 millones de grabados, entre los que se cuenta un muestrario casi completo de Durero.
El departamento de antigüedades asiáticas occidentales muestra obras tanto mesopotámicas como relacionadas con esta zona que se remontan desde el año 5000 a. C. hasta la llegada del islam en el siglo VII de nuestra era. La colección comprende abundante material procedente de las excavaciones que el arqueólogo inglés Leonard Woolley llevó a cabo en la antigua ciudad de Ur.
El Museo, que también publica numerosos catálogos y manuales sobre las colecciones, cuenta con otras divisiones como son el laboratorio de investigación y el departamento de conservación.

## La colección
El Museo Británico es, ante todo, un museo de antigüedades, sobre todo desde que por problemas de espacio ya no contiene las colecciones de ciencias naturales ni la Biblioteca Británica. Además, su colección de pintura es bastante escasa. Esto lo distingue de otros museos, como el Louvre, el Metropolitan de Nueva York o el Hermitage en San Petersburgo, considerados museos universales de arte y cultura. Sin embargo, este museo tiene una sección etnológica muy importante.

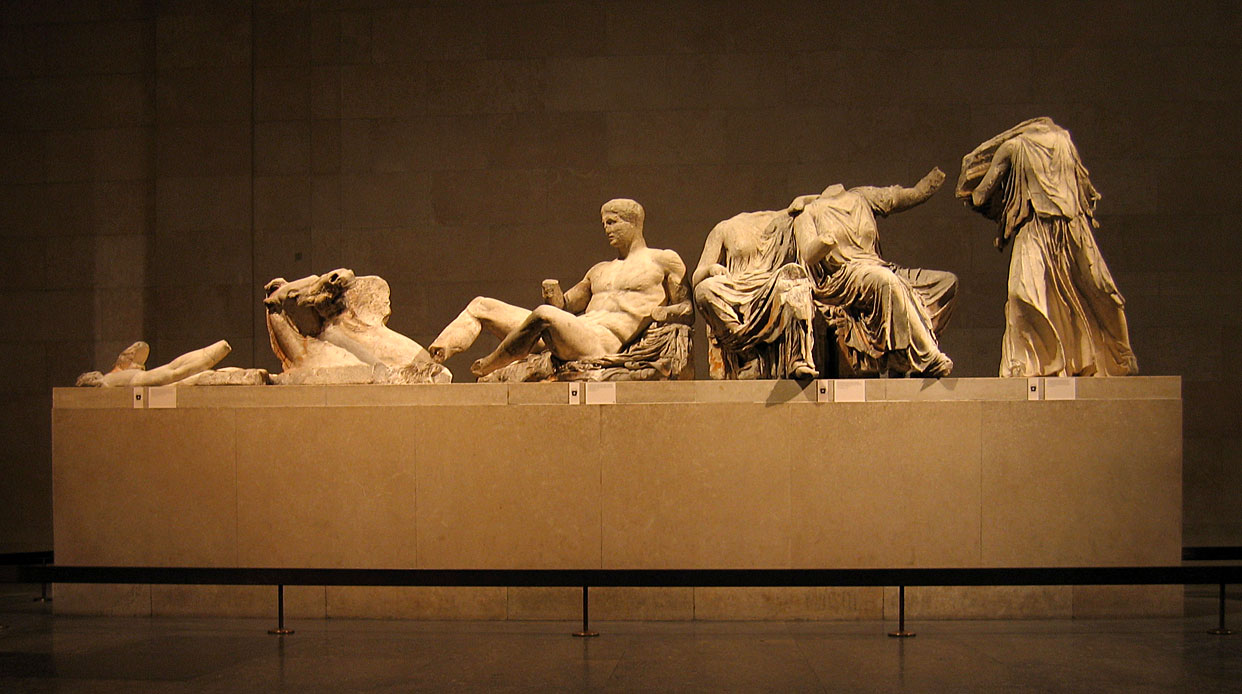
Frontón del Partenón

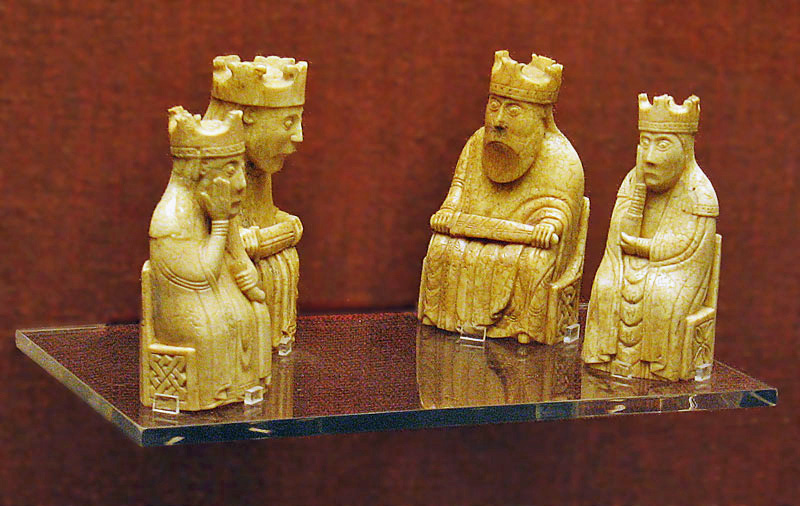
Figuritas de Lewis, piezas de ajedrez medieval

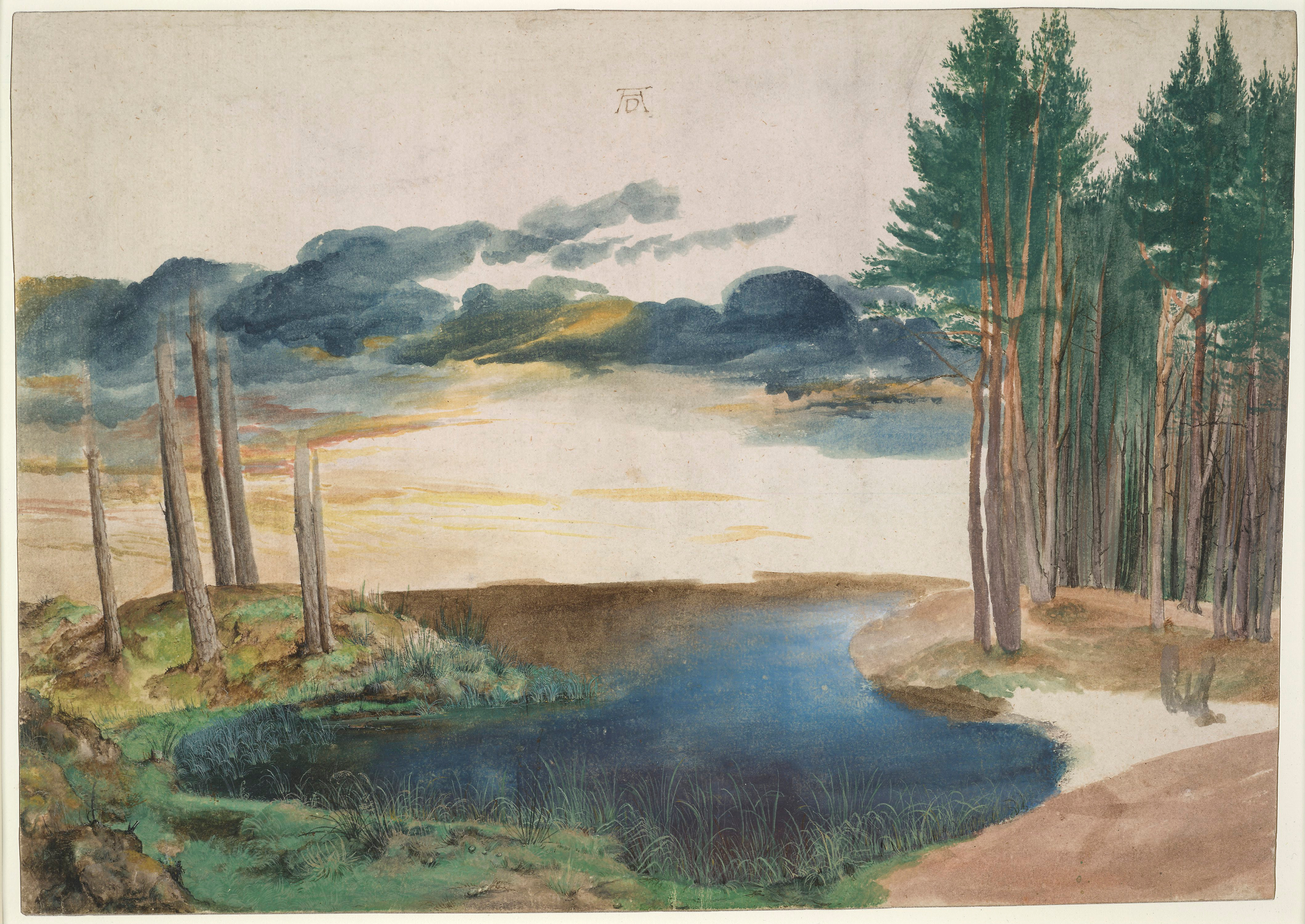
Acuarela de Durero

En Londres, las principales colecciones de arte occidental y de arte mundial se encuentran en la National Gallery y en el Museo Victoria y Alberto. Sin embargo, muchas de las exhibiciones del Museo Británico tienen un gran mérito artístico además de una importancia histórica, pues también contiene dibujos de Miguel Ángel, Rembrandt, Goya y una colección de Durero.

### Algunas colecciones y piezas destacadas
- Los Mármoles de Elgin, también conocidos como mármoles del Partenón.
- La Vasija de Portland.
- La Copa Warren.
- La Piedra de Rosetta.
- El Juego Real de Ur
- La sala del reloj.
- La Colección Stein de Asia central.
- Colección de momias egipcias.
- Los bronces de Benín.
- El cilindro de Ciro y varios objetos persas.
- Los bajorrelieves de los palacios de Nínive y Nimrud.
- El busto de Pericles.
- La copia romana del Discóbolo de Mirón.
- Artefactos encontrados en el barco funerario de Sutton Hoo.
- Colección de obras de Alberto Durero.
- El sarcófago de la sacerdotisa Henutmehyt.
- El Obelisco de Nectanebo II.
- La mayor colección de porcelana china de Europa.
- La mayor colección de numismática del mundo.
- Huellas de Buda, esculturas procedentes de Asia.
- Moái Hoa Hakananai'a, es un moái traído directamente desde Isla de Pascua
- La serpiente bicéfala Azteca
- Traducción al francés del libro De Mulieribus Claris creada por el maestro talbot en 1440.[6]

De todos los objetos que posee, solo una pequeña parte se encuentran expuestos por problemas de espacio o por su restauración o estudio. Además, el museo cuenta con una serie de exposiciones no permanentes que se van cambiando a lo largo del año. Estas exposiciones normalmente son de pago, al contrario que el resto del museo.

## Controversia
Alrededor de los grandes museos de antigüedades, sobre todo el museo del Louvre (Francia) y el Museo Británico, siempre se ha mantenido la polémica sobre la obtención de ciertas obras de arte, ya que numerosos sectores lo califican de expolio. Muchos países que se consideran expoliados han pedido en repetidas ocasiones a las autoridades británicas que se devuelvan ciertas obras. El gobierno británico responde diciendo que, según una ley promulgada por el Parlamento en el año 1753, se prohíbe la salida del país de cualquier pieza, a no ser que sea un duplicado, para preservar toda esta cantidad de obras. Además, el gobierno británico esgrime como argumento el que esas obras no podrían haber sido conservadas adecuadamente en sus países de origen.

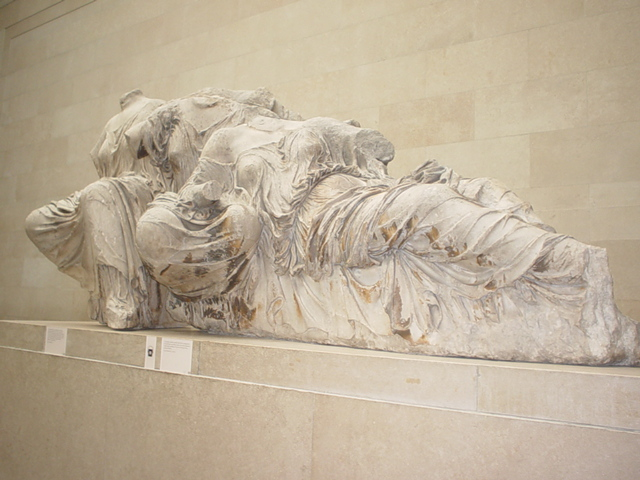
Esculturas del frontón del Partenón

El caso más paradigmático del Museo Británico es el de los frisos, metopas, y esculturas del frontón del Partenón. El gobierno de Grecia lleva solicitando formalmente desde hace varios años la devolución de los restos de este templo. El gobierno británico afirma que el Estado compró oficialmente los restos del Partenón que se conservan en el museo a lord Elgin, y que este a su vez se lo compró al Imperio otomano y es la postura oficial desde la página web del Museo. Hay algunas voces discordantes en este punto, que dicen que en realidad no fueron compradas, sino que diversos funcionarios públicos fueron sobornados por lord Elgin para conseguir sacar las esculturas del país. Además, consideran al Imperio otomano como país invasor, con lo cual, aunque hubiera vendido las obras, no habría sido una venta legal. El Ministerio de Cultura de Grecia exige la devolución de las esculturas porque considera que estas deberían estar junto con el resto del templo, y no esparcidas por museos de medio mundo.
A raíz de las exigencias del gobierno griego, otros países también están pidiendo la devolución de materiales, como Nigeria, Etiopía, India, México, Australia, Irak, Chile, Egipto, China, Irán y Tayikistán. De momento, el Museo Británico se ha negado a devolver cualquier pieza. Sin embargo, en el año 2006 devolvieron a Australia unas cenizas de aborígenes de Tasmania.

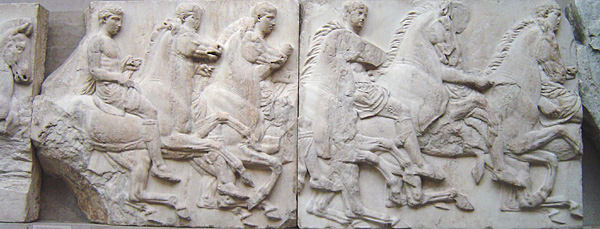
Detalle del friso del Partenón